# Graveyard School
Graveyard School este o serie de nuvele pentru copii scrise de Tom B. Stone, publicate (toate 28) între 1994 și 1999.

## Cărți
1. Don't Eat the Mystery Meat (1994)
2. The Skeleton on the Skateboard (1994)
3. The Headless Bicycle Rider (1994)
4. Little Pet Werewolf (1994)
5. Revenge of the Dinosaurs (1994)
6. Camp Dracula (1995)
7. Slime Lake (1995)
8. Let's Scare the Teacher to Death! (1995)
9. The Abominable Snow Monster (1995)
10. There's a Ghost in the Boy's Bathroom (1995)
11. April Ghoul's Day (1995)
12. Scream, Team! (1996)
13. Tales Too Scary to Tell at Camp (1996)
14. The Tragic School Bus (1995)
15. The Fright Before Christmas (1996)
16. Don't Tell Mummy (1996)
17. Jack and the Beanstalker (1997)
18. The Dead Sox (1997)
19. The Gator Ate Her (1997)
20. Creature Teacher (1997)
21. The Skeleton's Revenge (1997)
22. Boo Year's Eve (1997)
23. The Easter Egg Haunt (1998)
24. Scream Around the Campfire (1998)
25. Escape from Vampire Park (1998)
26. Little School of Horrors (1998)
27. Here Comes Santa Claws (1998)
28. The Spider Beside Her (1998)